# 1995 w literaturze
Wydarzenia literackie w 1995 roku.

## Wydarzenia
- 15 maja – Uniwersytet im. Adama Mickiewicza w Poznaniu nadał Wisławie Szymborskiej tytuł doktora honoris causa.
- 5 czerwca – Uniwersytet Śląski w Katowicach nadał tytuł doktora honors causa Stanisławowi Barańczakowi

## Proza beletrystyczna i literatura faktu

### Język polski

#### Pierwsze wydania
- Stanisław Barańczak – Pegaz zdębiał
- Stefan Chwin – Hanemann
- Izabela Filipiak – Absolutna Amnezja
- Stanisław Lem – Lube czasy
- Marek Nowakowski – Powidoki. Chłopcy z tamtych lat (Alfa-Wero)
- Jerzy Pilch – Inne rozkosze
- Andrzej Sapkowski – Czas pogardy
- Andrzej Stasiuk – Biały kruk
- Olga Tokarczuk – E.E
- Magdalena Tulli – Sny i kamienie

#### Tłumaczenia
- Christian Bobin – Najniższy (Le Très-Bas),  przeł. Agnieszka Kuryś (W drodze)
- Paulo Coelho – Alchemik (O Alquimista), (Drzewo Babel)
- Joseph Heller – Gold jak złoto (Good as Gold), przeł. Jacek Manicki (Prima)[1]
- Bohumil Hrabal – Bambini di Praga (Bambini di Praga)
- P.D. James
  - Zakryjcie jej twarz (Cover Her Face), przeł. Barbara Kopeć (Prószyński i S-ka)[2]
  - Z nienaturalnych przyczyn (Unnatural Causes), przeł. Barbara Kopeć (Prószyński i S-ka)[3]
- Vladimir Nabokov – Dar, przeł. Eugenia Siemaszkiewicz (PIW)
- Amos Oz – Czarna skrzynka (Kufsa szechora, wyd. SuperNowa)
- Isaac Bashevis Singer
  - Meszuge (Meshugah)
  - Spinoza z ulicy Rynkowej (The Spinoza of Market Street)

### Pozostałe języki
- Nicola Chiaromonte – Che cosa rimane. Taccuini 1955-1971
- Nicholas Evans – Zaklinacz koni (The Horse Whisperer)
- Phil Hine – Magia chaosu (Condensed Chaos)
- Robert Ludlum – Strażnicy Apokalipsy (Apocalypse Watch)
- Haruki Murakami – Kronika ptaka nakręcacza (Nejimaki-dori kuronikuru)
- Amos Oz – Pantera w piwnicy (Panter ba-martef)
- Anne Rice – Memnoch Diabeł (Memnoch the Devil)

## Poezja

### Język polski
- Antoni Pawlak – Nasze kobiety się starzeją (Oficyna Literacka, Kraków)
- Krystyna Rodowska – Szelest, półmrok, sens
- Krzysztof Siwczyk – Dzikie dzieci
- Wojciech Wencel – Wiersze (Towarzystwo Ogród Ksiąg, Warszawa)

## Prace naukowe i biografie

### Język polski
- Krzysztof Kąkolewski - Diament odnaleziony w popiele (Wydawnictwo Trio)[4]
- Zygmunt Zbyrowski - Poemat rosyjski 1917-1930: przemiany wewnątrzgatunkowe (Wydawnictwo Uczelniane WSP)[5]

### Pozostałe języki
- Stanislao Loffreda – Cafarnao

## Zmarli
- 8 stycznia – Hasso Mager, niemiecki pisarz (ur. 1920)
- 17 stycznia – Miguel Torga, portugalski pisarz i poeta (ur. 1907)
- 28 stycznia – George Woodcock, kanadyjski pisarz i poeta (ur. 1912)
- 30 stycznia – Gerald Durrell, brytyjski pisarz (ur. 1925)
- 4 lutego
  - Patricia Highsmith, amerykańska pisarka (ur. 1921)
  - Klementyna Sołonowicz-Olbrychska, polska pisarka (ur. 1909)
- 6 lutego
  - Mira Lobe, austriacka autorka książek dla dzieci (ur. 1913)
  - James Merrill, amerykański poeta (ur. 1926)
- 17 lutego – Mirosław Żuławski, polski pisarz (ur. 1913)
- 21 lutego  – Juhan Viiding, estoński poeta i aktor (ur. 1948)
- 23 lutego – James Herriot, brytyjski weterynarz i pisarz (ur. 1916)
- 10 marca – Franc Taurin, rosyjski pisarz (ur. 1911)
- 26 marca – Władimir Maksimow, rosyjski pisarz, dysydent (ur. 1930)
- 22 kwietnia – Jane Kenyon, amerykańska poetka i tłumaczka poezji rosyjskiej (ur. 1947)
- 26 kwietnia – Hanna Ożogowska, polska pisarka (ur. 1904)
- 27 kwietnia  – Willem Frederik Hermans, holenderski pisarz (ur. 1921)
- 18 maja – Tor Ulven, norweski pisarz i poeta (ur. 1953)
- 21 maja – Annie Schmidt, holenderska pisarka (ur. 1911)
- 14 czerwca – Roger Zelazny, amerykański pisarz (ur. 1937)
- 15 czerwca – Salomon Belis-Legis, polski literat, poeta i krytyk literacki żydowskiego pochodzenia (ur. 1907)
- 20 czerwca – Emil Cioran, rumuński pisarz (ur. 1911)
- 6 lipca – Aziz Nesin, turecki pisarz (ur. 1915)
- 14 lipca – Ołeś Honczar, ukraiński pisarz (ur. 1918)
- 16 lipca – Stephen Spender, angielski poeta i prozaik oraz tłumacz literatury hiszpańskiej (ur. 1909)
- 20 lipca – Pierre Barbet, francuski pisarz fantastyki (ur. 1925)
- 2 sierpnia – Jurij Kowal, radziecki autor książek dla dzieci (ur. 1938)
- 3 sierpnia – Edward Whittemore, amerykański pisarz i dziennikarz (ur. 1933)
- 14 sierpnia – Stanisław Zieliński, polski pisarz (ur. 1917)
- 16 sierpnia – Zofia Jeżewska, polska pisarka i reportażystka (ur. 1911)
- 21 sierpnia – Jan Zych, polski poeta, znawca i tłumacz literatury iberoamerykańskiej i bułgarskiej (ur. 1931)
- 22 sierpnia – Anna Beata Chodorowska, polska poetka, autorka opowiadań, popularyzatorka literatury (ur. 1925)
- 23 sierpnia – Adam Wiśniewski-Snerg, polski pisarz science fiction (ur. 1937)
- 26 sierpnia – John Brunner, brytyjski pisarz science fiction (ur. 1934)
- 28 sierpnia – Michael Ende, niemiecki pisarz (ur. 1929)
- 3 września – Earle Birney, kanadyjski poeta (ur. 1904)
- 18 września – Donald Davie, brytyjski poeta i badacz literatury (ur. 1922)
- 29 września – Wanda Karczewska, polska powieściopisarka, poetka, dramaturg i tłumaczka (ur. 1913)
- 6 października – Iván Mándy, węgierski pisarz (ur. 1918)
- 9 października – Kukrit Pramoj, tajski pisarz i polityk (ur. 1911)
- 13 października – Henry Roth, amerykański powieściopisarz i autor opowiadań (ur. 1906)
- 14 października – Edith Pargeter, brytyjska pisarka i tłumaczka (ur. 1913)
- 22 października – Kingsley Amis, brytyjski pisarz, poeta, krytyk literacki i wydawca (ur. 1922)
- 28 października – Karol Krefft, polski poeta piszący w języku kaszubskim (ur. 1907)
- 30 października – Jadwiga Chamiec, polska pisarka (ur. 1900)
- 10 listopada – Ken Saro-Wiwa, nigeryjski pisarz (ur. 1941)
- 14 listopada – Jack Finney, amerykański pisarz (ur. 1911)
- 2 grudnia – Robertson Davies, kanadyjski pisarz i krytyk literacki (ur. 1913)
- 16 grudnia – Albert Alberts, holenderski prozaik (ur. 1911)
- 30 grudnia – Heiner Müller, niemiecki dramaturg, prozaik, poeta (ur. 1929)
- Anna Przemyska, polska pisarka dla dzieci (ur. 1924)

## Nagrody
- Nagroda Kościelskich – Magdalena Tulli, Andrzej Stasiuk
- Nagroda Nobla – Seamus Heaney
- Nagroda Goncourtów – Andreï Makine, Francuski testament (Le Testament français)
- Rosyjska Nagroda Bookera – Gieorgij Władimow - Generał i jego armia
- Order Kultury – Shūsaku Endō